# Derek Bell (musicista)
George Derek Fleetwood Bell (Belfast, 21 ottobre 1935 – Phoenix, 17 ottobre 2002) è stato un musicista britannico.

## Biografia
Derek Bell fu un virtuoso polistrumentista, compositore e musicologo. Nonostante fosse un valente musicista classico, il pubblico non specialista lo ricorda soprattutto come membro del gruppo folk irlandese dei Chieftains.

### Il compositore e virtuoso di musica classica

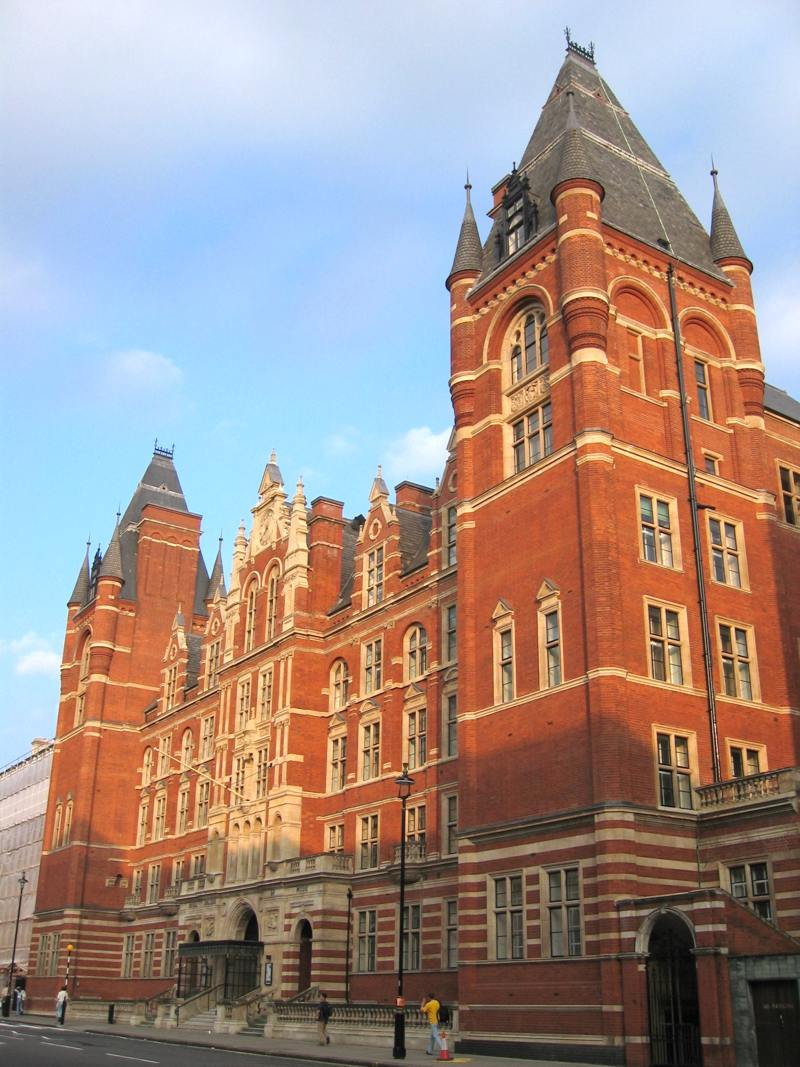
Il Royal College of Music di Londra

Diagnosticato per errore in tenera età come affetto da un disturbo che lo avrebbe portato alla cecità, la famiglia gli diede un'educazione musicale. Si rivelò un bambino prodigio in quanto compose il suo primo concerto all'età di 12 anni. Si laureò nel 1957 presso il Royal College of Music di Londra, dove fece amicizia con il flautista James Galway. Dal 1958 al 1990 compose parecchie opere di musica classica tra cui spiccano:
- Tre sonate per pianoforte
- Due sinfonie
- Three Images of Ireland in Druid Times (1933) per arpa, corde e timpani
- Nocturne on an Icelandic Melody (1997) per oboe d'amore e pianoforte
- Three Trascendental Concert Studies (2000) per oboe e pianoforte. Padroneggiava l'uso di molti strumenti, dei quali possedeva una ricca collezione, tra i quali vari tipi di arpe, clavicembali, pianoforti, cimbalom, e tutti i membri della famiglia dell'oboe (oboe musette, corno inglese, oboe basso, heckelfono, ecc.)[2].

In qualità di dirigente della "Belfast Symphony Orchestra" fu responsabile della manutenzione e dell'accordatura degli strumenti. Per curiosità chiese a Sheila Larchet-Cuthbert di insegnargli a suonare l'arpa. Con il passare del tempo studiò sotto la guida di molti altri insegnanti d'arpa. Nel 1965 diventò oboista e arpista della "BBC Northern Ireland Orchestra". Si creò un'ottima fama per la sua abilità di suonare l'arpa a pedali, l'arpa neo-celtica e l'arpa bardica irlandese a corde. Fu anche docente di arpa presso la "Academy of Music" di Belfast.
Egli fu brevemente intervistato in un documentario della BBC del 1986 intitolato The Celts, nel quale discusse il ruolo e l'evoluzione dell'arpa nella società celtica irlandese e gallese. Oltre a questo, i filmati in cui compare consistono soltanto in interviste minori e in esibizioni con i Chieftains.

### Il suonatore di dulcimer
La pratica del dulcimer è documentata in Irlanda dal XVIII secolo, e fu citata da James Joyce che sentiva suonare questo strumento nelle strade. Bell presentò un piccolo cimbalom, ovvero un dulcimer a martelli originario dell'Europa centro-orientale, che egli chiamò "tiompan" dal nome di un analogo strumento irlandese medievale.

### L'ammiratore di Metner
Bell fu un ammiratore della musica dell'allora poco conosciuto compositore russo Nikolaj Karlovič Metner. Per la sua valorizzazione e divulgazione fondò, insieme al cantante lirico (basso-baritono) Hugh Sheenan, la prima "British Metner Society", che fece eseguire una serie di concerti di successo della musica di Metner durante gli anni 70, molto prima che l'alta qualità di tale musica fosse riconosciuta per quello che oggi è.

### La collaborazione con i Chieftains

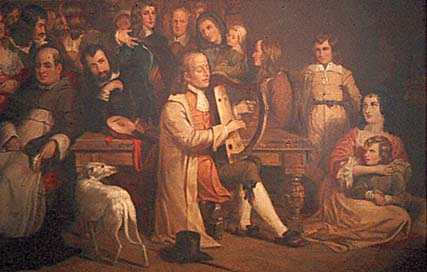
Ritratto di Carolan (1844)

Il giorno di San Patrizio (17 marzo) del 1972 Derek Bell diede un concerto alla radio in cui eseguì musica di Turlough O'Carolan, un arpista cieco irlandese del XVIII secolo. In quell'epoca la musica di O'Carolan era sconosciuta, mentre oggi quasi ogni CD di musica per arpa contiene almeno una sua composizione. Molti membri dei Chieftains collaborarono con Bell per la realizzazione del concerto. Bell diventò amico di Paddy Moloney, capogruppo dei Chieftains. Lavorò per due anni in modo precario sia con la "BBC Northern Ireland Orchestra" che con i Chieftains, prima di diventare membro a tempo pieno dei Chieftains nel 1975, con i quali rimarrà fino alla morte.

### Un personaggio eccentrico
Egli fu l'unico membro dei Chieftains che portava la cravatta a ogni esibizione in pubblico. Prediligeva calzini che raffiguravano novità, come a es. i personaggi di Looney Tunes. Indossava vestiti disordinati, spesso con pantaloni troppo corti. Era eccentrico e raccontava battute spinte. Il titolo del suo album solista del 1981, Bell Plays with Himself (La campana suona con sé stessa = Bell gioca con sé stesso), ha un voluto doppio senso. All'aeroporto di Mosca afferrò la sua sveglia e la mise in tasca mentre si affrettava a prendere un aereo. Quindi venne fermato dalla polizia sovietica che sospettava che portasse un'arma a orologeria. Paddy Moloney lo chiamava affettuosamente "Ding Dong" Bell. Apprezzava le collaborazioni eclettiche, come quelle con Van Morrison, Elvis Costello, Rankin Family, Mark Knopfler, Will Millar, Sting e un'orchestra cinese. Nel 1991 incise con il vecchio amico James Galway. Fu nominato membro dell'Ordine dell'Impero Britannico durante il "Queen Birthday Honours" del 2000 per i servizi resi in favore della musica tradizionale.

### Le religioni orientali

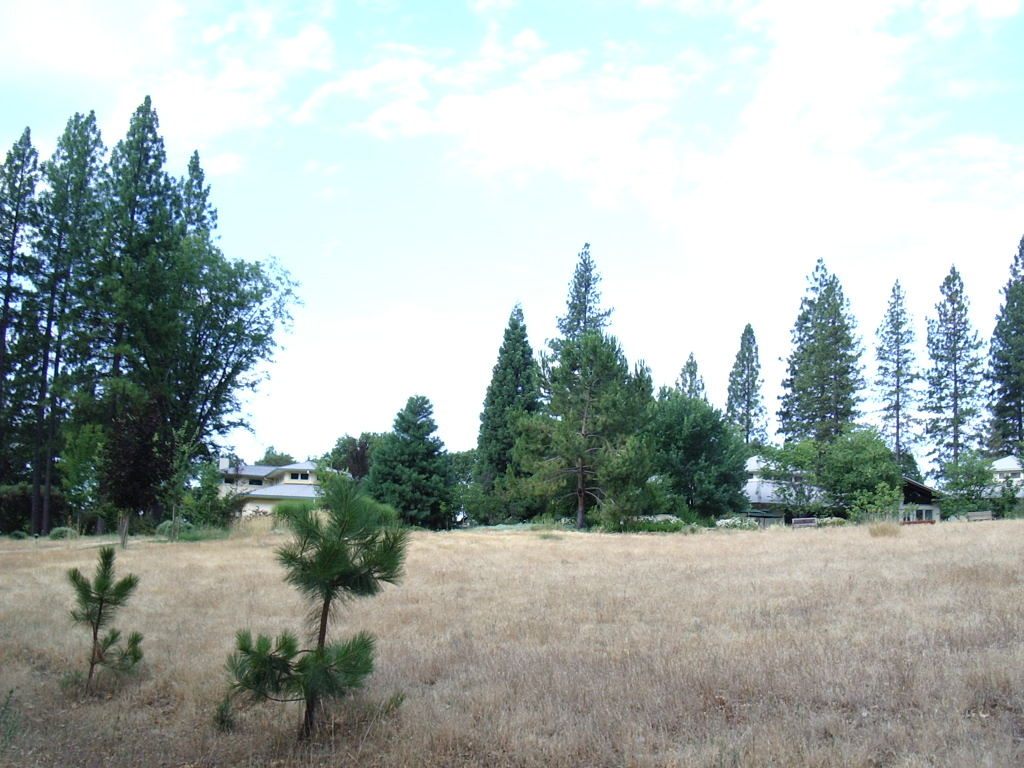
Il villaggio spirituale di Ananda

Dai primi anni '60 egli era amico di Swami Kriyananda, pseudonimo di James Donald Walters, allievo di Paramahansa Yogananda; ed egli stesso accanito compositore di musica per arpa irlandese. Bell e alcuni affiliati solevano visitare Kriyananda presso il suo centro spirituale, il villaggio "Expanding Light" di Ananda a Nevada City in California. Bell scrisse la prefazione di un'edizione di un libro di Kiryananda intitolato Art As a Hidden Message. Bell scrisse: 
 Il suo primo album, Mystic Harp, inciso con Kriyananda, fu recensito positivamente dal New York Times: 
 Anche il suo ultimo album, Mystic Harp vol. II, venne inciso con Kriyananda; consiste in una raccolta di composizioni per arpa solista, ma in una sorta di stile new age, molto diverso dalle composizioni tradizionali o classiche alle quali Bell doveva la sua fama. Visitò Kriyananda per l'ultima volta nell'agosto del 2002, poche settimane prima della morte. Nonostante Bell fosse stato educato fin dall'infanzia come cristiano protestante, nel corso della vita si convertì al buddhismo.

### La morte
Bell morì per un arresto cardiaco a Phoenix (Arizona, USA) il 17 ottobre 2002. È ricordato alla "Cambridge House Grammar School" (Scuola secondaria della casa di Cambridge) della città di Ballymena (Irlanda del Nord) come mecenate della "Bell House", una delle cinque sezioni della scuola.

## Discografia solista
- Carolan's Receipt (1975)
- Carolan's Favourite (1980)
- Derek Bell Plays with Himself (1981)
- Musical Ireland (1982)
- Ancient Music for the Irish Harp (1989)
- Mystic Harp (1996)
- A Celtic Evening with Derek Bell (1997)
- Mystic Harp (Volume II) (1999)